# Neodiplocampta mirus
Neodiplocampta mirus är en tvåvingeart som först beskrevs av Daniel William Coquillett 1887.  Neodiplocampta mirus ingår i släktet Neodiplocampta och familjen svävflugor. Inga underarter finns listade i Catalogue of Life.